# Hervé Bazin
Hervé Bazin, właściwie Jean-Pierre Hervé-Bazin (ur. 17 kwietnia 1911 w Angers, zm. 17 lutego 1996 tamże) – francuski poeta i prozaik; od 1958 członek, a w latach 1973-1996 prezes Akademii Goncourtów. 
Sławę przyniosła mu wydana w 1948 powieść Żmija w garści, oparta na wątkach autobiograficznych. Do trylogii zalicza się jeszcze Świat się kończy... (1950) i Wołanie puszczyka (1972). Bazin jest twórcą sześciu obecnie praktycznie nie używanych znaków interpunkcyjnych: znaku ironii, miłości, aklamacji, pewności, powątpiewania i autorytetu. 

## Prace
- Jour, wiersze, 1947
- À la poursuite d'Iris, wiersze, 1948
- Żmija w garści (Vipère au poing), powieść autobiograficzna, 1948, wydanie polskie 1975
- La Tête contre les murs, powieść, opublikowana 1949
- Świat się kończy (La Mort du petit cheval), powieść autobiograficzna, druga część trylogii, opublikowana 1950, wydanie polskie 1976
- Biuro matrymonialne (Le bureau des mariages), opowiadania, 1951, wydanie polskie 1985
- Lève-toi et marche, powieść, opublikowana 1952
- Humeurs, wiersze, 1953
- Contre vents et marées, 1953
- L'Huile sur le feu, powieść, opublikowana 1954
- Kogo śmiem kochać (Qui j'ose aimer), powieść, opublikowana 1956, wydanie polskie 1958
- W imię syna (Au nom du fils), powieść, opublikowana 1960
- Chapeau bas, opowiadania, 1963 : Chapeau bas, Bouc émissaire, La hotte, M. le conseiller du cœur, Souvenirs d'un amnésique, Mansarde à louer, La Clope
- Plumons l'oiseau, eseje, 1966
- Małżeństwo (Le Matrimoine), powieść, opublikowana 1967, wydanie polskie 1971
- Szczęśliwi z Wyspy Rozpaczy (Les Bienheureux de La Désolation), powieść oparta na faktach, 1970, wydanie polskie 1973
- Wołanie puszczyka (Cri de la chouette), powieść autobiograficzna, trzecia część trylogii, opublikowana 1972, wydanie polskie 1977
- Madame Ex, powieść, opublikowana 1975
- Traits, 1976
- Ce que je crois, 1977
- Un feu dévore un autre feu, 1978
- L'Église verte, powieść, 1981
- Qui est le prince?, 1981
- Abécédaire, 1984
- Le Démon de minuit, 1988
- L'École des pères, powieść, 1991
- Le Grand Méchant Doux, 1992
- Œuvre poétique, 1992
- Le Neuvième jour, 1994